# Transylvanian Recordings
Transylvanian Recordings, ehemals Transylvanian Tapes, ein im Jahr 2011 gegründetes Plattenlabel aus Oakland, das hauptsächlich Metal-Bands aus den Substilen des Extreme Metals unter Vertrag nimmt und verlegt.

## Geschichte
James Rauh von Caffa gründete Transylvanian Recordings als Transylvanian Tapes im Jahr 2011 als Kassetten-Label. Das Label wurde ursprünglich gegründet, um Musik von ihm selbst und engen Freunden zu veröffentlichen. Transylvanian Tapes konzentrierte sich in den ersten Jahre auf lokale und regionale Akteure, begann mit zunehmenden Erfolg internationale Künstler zu verlegen. Insbesondere in der Zeit der COVID-19-Pandemie wuchs die Aktivität des Labels exponentiell an. Neben Musikkassetten und Musikdownloads nahm das Label im zunehmenden Erfolg den Verlag von LPs und CDs auf. Entsprechend änderte Rauh den Namen des Labels in Transylvanian Recordings ab. Trotz des markanten Anstiegs des Veröffentlichungsrate des Labels behielt Rauh einen Do-it-Yourself-Ethos bei.

## Interpreten (Auswahl)
- Abyssal
- Barren Altar
- Blazar
- Body Void
- Chrch
- Chrome Ghost
- Exulansis
- Gravkväde
- Hellish Form
- Mordom
- Nostrum
- Stygian Crown
- Swamp Witch